# Síntesis de indoles de Reissert
 La síntesis de indoles de Reissert es una serie de reacciones químicas diseñadas para sintetizar un indol o indoles sustituidos a partir de o-nitrotolueno y dietil oxalato. La síntesis recibe su nombre del químico Arnold Reissert.
El etóxido de potasio (KOEt) ha mostrado mejores resultados que el etóxido de sodio (NaOEt).

## Mecanismo de reacción
Durante el primer paso de la síntesis, se condensa el o-nitrotolueno (1)con una molécula de dietil oxalato (2) para formar un etil o-nitrofenilpiruvato (3). Posteriormente, esta molécula sufre una ciclación reductiva al reaccionar con zinc y ácido acético para formar el ácido 2-indolcarboxílico (4). Si se desea, puede sufrir una reacción de descarboxilación al calentarse para formar un indol no sustituido (5). 

## Variaciones

### Modificación de Butin
En una versión intramolecular de la reacción de Reissert, una apertura de anillo de furano puede proveer el carbonilo necesario para la ciclación en la formación del indol. En el producto final, se forma una cetona como sustituyente, permitiendo modificaciones posteriores.